# Nil Yalter
Nil Yalter (el Caire, Egipte, 1938) és una artista turca, amb nacionalitat turca i francesa.
Nascuda de pares turcs a Egipte però criada a Turquia, des dels 4 anys de vida, estudia al Robert College d'Istanbul. L'any 1965 es va traslladar a París. Aquest nou entorn la va dur a reflexionar sobre la cultura que havia deixat enrere i sobre el sentit de «ser diferent» que compartia amb altres persones «no occidentals». En el vídeo La Femme sans tête ou la danse du ventre (La dona sense cap o la dansa del ventre, 1974), Yalter escriu en el seu propi ventre cites del poeta, historiador i etnòleg francès René Nelli, sobre el tema de l'erotisme i la civilització. En posar-se a ballar, el text —sobre la mutilació genital, entre altres assumptes— comença a moure’s i les paraules cobren vida.